# Juan Ignacio Lope Sola
Juan Ignacio Lope Sola és el titular del Jutjat d'Instrucció número 11 de Palma. Anteriorment havia estat al jutjat d'instrucció número 2 on va prendre declaració a diversos implicats en casos de corrupció de les Illes Balears com la Operació Maquillatge, Cas Son Oms, i Operació Passarel·la (Cas Ibatur).
El 1987 estava al Jutjat de Primera Instància número 3 de Sant Sebastià, on se li concedí al juny una situació d'excedència voluntària. Posteriorment va passar per Jutge de Primera Instància i Instrucció número 2 d'Eivissa, lloc que va deixar per promoció a José Luís Núñez Vide el mateix 1987.
Al 1989 va reingressar de l'excedència, com a Jutge de vigilància penitenciària de Palma.
Al juny del 2011 va demanar un canvi de jutjat. El juliol de 2011 va passar a gestionar el Jutjat de Violència sobre la Dona número 2 de Palma. Al 2015, es va publicar al BOE núm. 214, de 7 de setembre de 2015 que passaria a l'actual Jutjat d'Instrucció numero 11.
El 4 de juliol de 2019 va prejubilar-se.